# Giuseppe Oberto

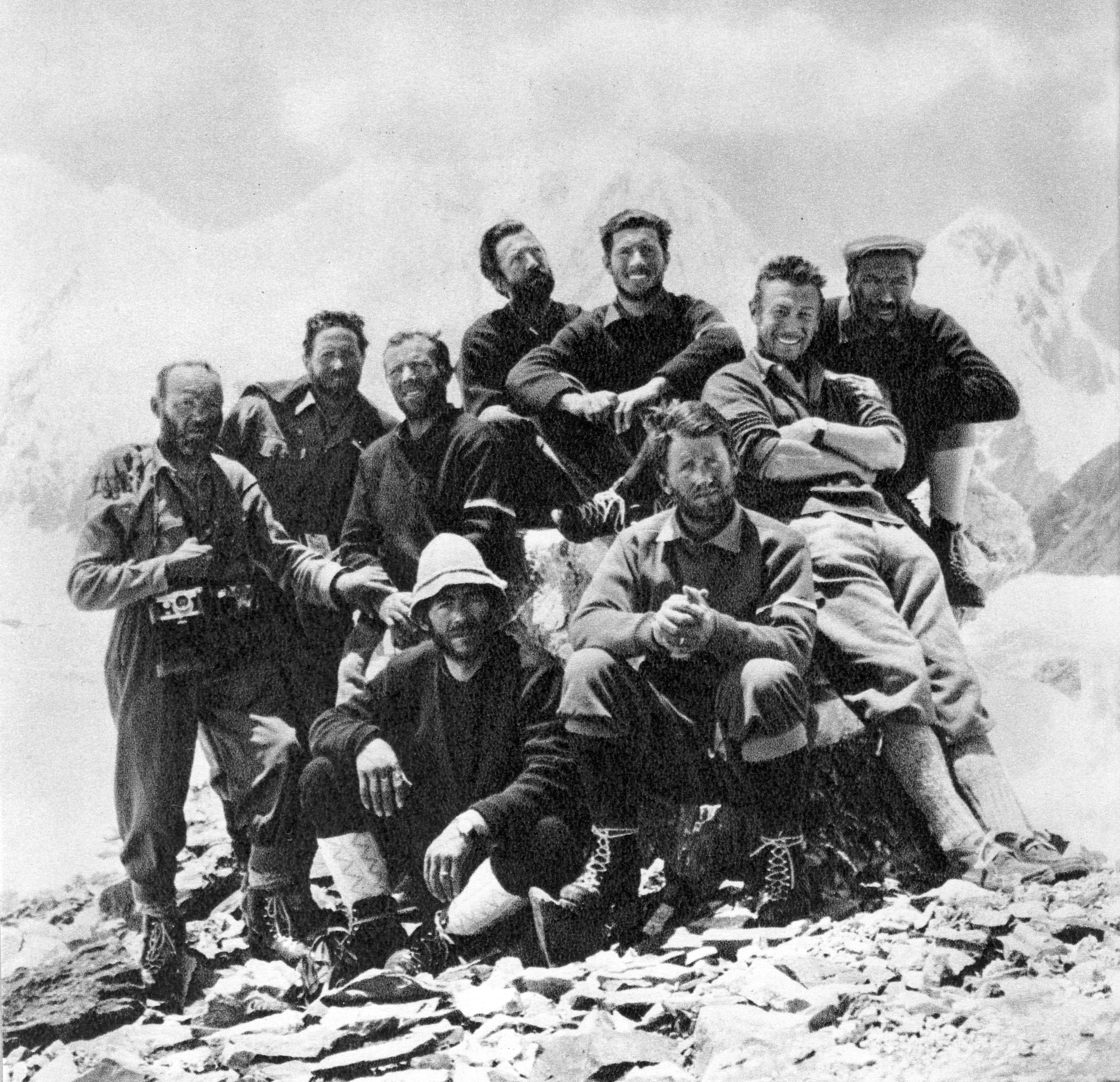
I componenti della spedizione italiana al Gasherbrum IV del 1958, da sinistra: Riccardo Cassin; Capt. A.K. Dar; Giuseppe Oberto, Donato Zeni, Walter Bonatti, Fosco Maraini, Toni Gobbi; prima fila: Giuseppe de Francesch, Carlo Mauri.

Giuseppe Oberto (Macugnaga, 4 settembre 1923 – Macugnaga, 5 agosto 2018) è stato un alpinista ed esploratore italiano.

## Biografia
Guida alpina di Macugnaga, la sua impresa più famosa è stata la conquista nel 1958 del Gasherbrum IV, la montagna di luce alta 7925 m nella catena del Karakorum.
La spedizione fu organizzata dal CAI, Club Alpino Italiano, ed è considerata una delle imprese più importanti della storia dell’alpinismo extraeuropeo. Tra i componenti vi furono Riccardo Cassin (capospedizione), Walter Bonatti, Carlo Mauri, Giuseppe de Francesch e Toni Gobbi, dal medico Donato Zeni; e dall'orientalista Fosco Maraini nel ruolo di cineoperatore e fotografo.
In oltre sessanta anni di professione, al suo attivo vi sono anche 17 salite alla punta Dufour, 6 alla punta Nordend e 13 alla Cresta Signal, tre delle vette del massiccio del monte Rosa - che si affaccia su Macugnaga.
Nel 2011, a cura di Maria Roberta Schranz e Luigi Zanzi, è stata pubblicata la sua biografia dal titolo  Giuseppe Oberto - Un walser guida alpina - La storia di "Treijerlì", Fondazione Arch. Enrico Monti.